# خالدآباد (فارس)
 خالدآباد روستای بزرگی از توابع بخش گله‌دار در شهرستان مهر در جنوب استان فارس در جنوب ایران واقع شده‌است. 

## منبع
- بخشایش، محمد نور ، (دیوان محیا) ، ناشر: شرکت انتشارات جهان معاصر، تهران: چاپ اول، ۱۳۷۳ خورشیدی.